# Dunnet
『Dunnet』（ダネット）は、ロン・シュネルによって1982年に制作されたシュルレアリスムサイバーパンクテキストアドベンチャーゲームである。
この名前の頭の3文字（dun）はダンジョン（dungeon）、末尾の3文字（net）は ARPANET に由来する。
当初はDEC SYSTEM-20で動作するMaclispでプログラムされていたが、後にEmacs Lispで書き直された。1994年からGNU Emacsに内蔵されており、XEmacsにも含まれている。

## ストーリー
ゲームは、プレイヤーが舗装されていない道端に立っているところから始まるが、実際にはUnixシステム内を歩き回り、Arpanet内をテレポートしていることに気付くと、現実離れした展開になる。このゲームには細かいジョークが多く含まれており、ゲームを終了する方法は複数存在する。ゲーム中、プレイヤーはさまざまなエリアや部屋を移動し、ポイントを獲得するために宝物を集める。

## レガシー
Dunnetは、Emacsエディタがあればどのオペレーティングシステムでもプレイできる。Emacsは、macOS（バージョン10.15 Catalinaより前）やLinuxディストリビューションを含むほとんどのUnix系OSで実行できる。Mac OS Xユーザーを対象としたいくつかの記事では、ターミナルで実行できるイースターエッグゲームとして勧められている。  シェルでemacs -batch -l dunnetを実行するか、Emacs内でM-x dunnetを実行することでプレイできるが、前者が推奨される公式の実行方法である。  Dunnetは、Emacs LispをGuileに移植する取り組みのベンチマークとして使用され、スタンドアロンゲームの実行から、1人年未満の作業でEmacsシステム全体の実行に成功した。